# Nguyễn Thành Ngưng
Nguyễn Thành Ngưng (sinh năm ngày 8 tháng 4 năm 1992 tại Đà Nẵng) là vận động viên điền kinh Việt Nam thi đấu ở phân môn đi bộ. Thành tích tốt nhất của anh là 1 giờ 23 phút 29 giây tại cuộc thi đi bộ 20 km châu Á lần thứ 40 năm 2016 diễn ra tại thành phố Nomi (Ishikawa, Nhật Bản). Thành tích này vừa đủ đạt chuẩn Olympic. Nguyễn Thành Ngưng là một trong 23 vận động viên của đoàn Thể thao Việt Nam tham dự Olympic 2016 tại Brasil.

## Thông tin cá nhân
Nguyễn Thành Ngưng là em trai của nữ vận động viên đi bộ Nguyễn Thị Thanh Phúc.

## Thành tích
- Huy chương đồng 20 km đi bộ nam SEA Games 26 (2011)